# تپه مهروان
تپه مهروان مربوط به دوران‌های تاریخی پس از اسلام است و در شهرستان چرداول، بخش مرکزی، روستای غریبی واقع شده و این اثر در تاریخ ۱۷ اسفند ۱۳۸۱ با شمارهٔ ثبت ۷۹۷۹ به‌عنوان یکی از آثار ملی ایران به ثبت رسیده است.